# Horsthausen
Horsthausen ist eine ehemalige Gemeinde. Sie wurde am 1. April 1908 nach Herne eingemeindet. Heute ist sie ein Teil des Stadtbezirks Sodingen.

## Statistik
Zum 31. Dezember 2019 lebten 10.807 Einwohner im Ortsteil Horsthausen, davon 2.502 Einwohner im statistischen Bezirk Pantrings Hof, 3.191 Einwohner im statistischen Bezirk Horsthausen und 5.114 Einwohner im statistischen Bezirk Elpeshof.

### Pantrings Hof
Struktur der Bevölkerung im statistischen Bezirk Pantrings Hof im Jahr 2019:
- Bevölkerungsanteil der unter 18-Jährigen: 15,4 % (Herner Durchschnitt: 16,0 %)[3]
- Bevölkerungsanteil der mindestens 65-Jährigen: 23,8 % (Herner Durchschnitt: 21,8 %)[4]
- Ausländeranteil: 14,9 % (Herner Durchschnitt: 18,7 %)[5]
- Arbeitslosenquote: 6,2 % (Herner Durchschnitt: 7,9 %)[6]

### Horsthausen
Struktur der Bevölkerung im statistischen Bezirk Horsthausen im Jahr 2019:
- Bevölkerungsanteil der unter 18-Jährigen: 18,5 % (Herner Durchschnitt: 16,0 %)[3]
- Bevölkerungsanteil der mindestens 65-Jährigen: 15,6 % (Herner Durchschnitt: 21,8 %)[4]
- Ausländeranteil: 27,0 % (Herner Durchschnitt: 18,7 %)[5]
- Arbeitslosenquote: 9,8 % (Herner Durchschnitt: 7,9 %)[6]

### Elpeshof
Struktur der Bevölkerung im statistischen Bezirk Elpeshof im Jahr 2019:
- Bevölkerungsanteil der unter 18-Jährigen: 15,3 % (Herner Durchschnitt: 16,0 %)[3]
- Bevölkerungsanteil der mindestens 65-Jährigen: 21,0 % (Herner Durchschnitt: 21,8 %)[4]
- Ausländeranteil: 16,3 % (Herner Durchschnitt: 18,7 %)[5]
- Arbeitslosenquote: 6,0 % (Herner Durchschnitt: 7,9 %)[6]

## Bedienung ÖPNV
Dieser Stadtteil wird von den Linien 311, 321, NE31 und NE32 der Straßenbahn Herne-Castrop-Rauxel GmbH bedient.
| Linie | Verlauf | Takt (Mo–Fr)                                               |
| ----- | --- | ---------------------------------------------------------- |
| 311   | Herne Zechenring – Horsthausen – Herne Bf – Herne Mitte – Archäologie-Museum/Kreuzkirche – Am Stadtgarten – Akademie Mont-Cenis – Börnig – (Schadenburgstr./Börnig Bf – Teutoburgia) / Realschule Sodingen – Holthausen – Castrop Münsterplatz                                                                                               | 30 min                                                     |
| 321   | Herne Mitte – Herne Bf – Horsthausen – Zechenring – Börnig – Akademie Mont-Cenis – Sodingen – Herne-Tierpark Gysenberg – Siedlung Constantin – Bochum-Gerthe Mitte – Schwerinstr. | 30 min (Herne Mitte–Constantin) 60 min (Constantin–Gerthe) |
| NE31  | NachtExpress: Herne Bf → Herne Mitte → Archäologie-Museum/Kreuzkirche → Sodingen → Akademie Mont-Cenis → Holthausen → Börnig → Horsthausen Süd → Herne Bf Fährt in den Nächten Freitag/Samstag, Samstag/Sonntag, vor Feiertagen und nach besonderer Ankündigung                                                                              | 60 min                                                     |
| NE32  | NachtExpress: Herne Bf → Horsthausen → Pantringshof → Schloß Strünkede → Herne Bf → Herne Mitte → Archäologie-Museum/Kreuzkirche → Tierpark Gysenberg → Siedlung Constantin → Herne-Süd → Flottmann-Hallen → Hölkeskampring → Herne Bf Fährt in den Nächten Freitag/Samstag, Samstag/Sonntag, vor Feiertagen und nach besonderer Ankündigung | 60 min                                                     |